# Italienskan i Alger

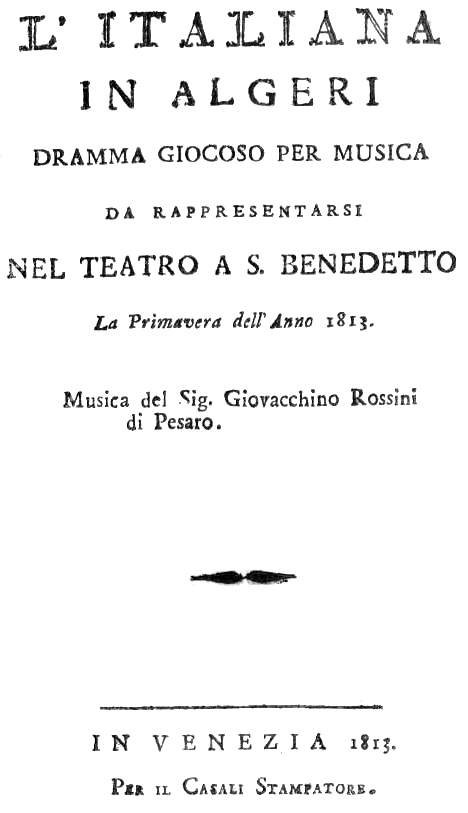
Librettots titelsida, Venedig 1813.

Italienskan i Alger (italienska: L'Italiana in Algeri) är en opera buffa (dramma giocoso per musica) i två akter med musik av Gioacchino Rossini. Libretto huvudsakligen ur Angelo Anellis text till Luigi Moscas opera med samma namn.

## Historia
Efter premiären av Tancredi i april 1813 i Ferrara reste Rossini tillbaka till Venedig. Den 19 april skulle hans opera La pietra del paragone ha premiär på Teatro San Benedetto. Den hade gjort stor succé på La Scala i Milano men i Venedig gjorde den ett oväntat fiasko och måste ersättas snarast. Då en redan beställd opera av Carlo Coccia inte blev klar inom tidsramen fick man ta till nödlösningen att uppföra Stefano Pavesis Ser Marcantonio, samt en kombination av dess ena akt tillsammans med andra akten av La pietra del paragone. Ingen av dessa lösningar ansågs tillfredsställande, så operaimpressarion Cesare Gallo bad Rossini att ha en ny opera klar till slutet av maj. Anelli byggde sin text på en pjäs av Charles-Simon Favart, Soliman II. Även Anellis egen text hade använts tidigare då Rossini övertog den. Operan tillkom i hast och partituret skrevs på mindre än en månad. Det anknyter till commedia dell'arte-stilen och operan blev genast en succé då den uruppfördes på Teatro San Benedetto i Venedig den 22 maj 1813. 
Svensk premiär på Malmö stadsteater den 5 juni 1964. Den sattes upp konsertant på Göteborgsoperan med premiär den 28 augusti 2010. Norrlandsoperan satte upp den under hösten 2024. 50 år tidigare, 1974, var Italienskan i Alger det då nya operahusets allra första uppsättning.  
Rossini skrev L'Italiana in Algeri när han var 21 år. Han hävdade att han komponerade den på 18 dagar, men andra källor säger 27 dagar. Rossini överlät åt en anonym medarbetare att komponera recitativen liksom arian "Le femmine d'Italia". Operan är känd för Rossinis blandning av opera seria och opera buffa. Ouvertyren har spelats in otaliga gånger och framförs fortfarande. Den är berömd för sin utmärkande inledning av långsamma, dämpade pizzicatobasar som leder fram till ett abrupt ljudutbrott från hela orkestern. Denna "överraskning" återspeglar Rossinis tidiga beundran för Joseph Haydn, vars symfoni nr 94 i G-dur, "Symfonin med pukslaget", innehåller samma chockartade och halvkomiska effekt.

## Personer
| Roller                                                                     | Stämma          | Premiärbesättning 22 maj 1813 (Dirigent: likely Alessandro Rolla) |
| -------------------------------------------------------------------------- | --------------- | ----------------------------------------------------------------- |
| Isabella, den italienska flickan                                           | mezzosopran     | Marietta Marcolini                                                |
| Lindoro, ung italienare, Isabellas älskade och Mustafás favoritslav        | tenor           | Serafino Gentili                                                  |
| Taddeo, Isabellas äldre tillbedjare och följeslagare                       | baryton         | Paolo Rosich                                                      |
| Mustafà, bejen av Alger                                                    | bas             | Filippo Galli                                                     |
| Elvira, hans favorithustru                                                 | sopran          | Luttgard Annibaldi                                                |
| Zulma, Elviras förtrogna                                                   | mezzosopran     | Annunziata Berni Chelli                                           |
| Haly, kapten för de algeriska piraterna                                    | tenor eller bas | Giuseppe Spirito                                                  |
| Haremskvinnor (stumma roller); eunucker, pirater, slavar, sjömän – Manskör |                 |                                                                   |

## Handling

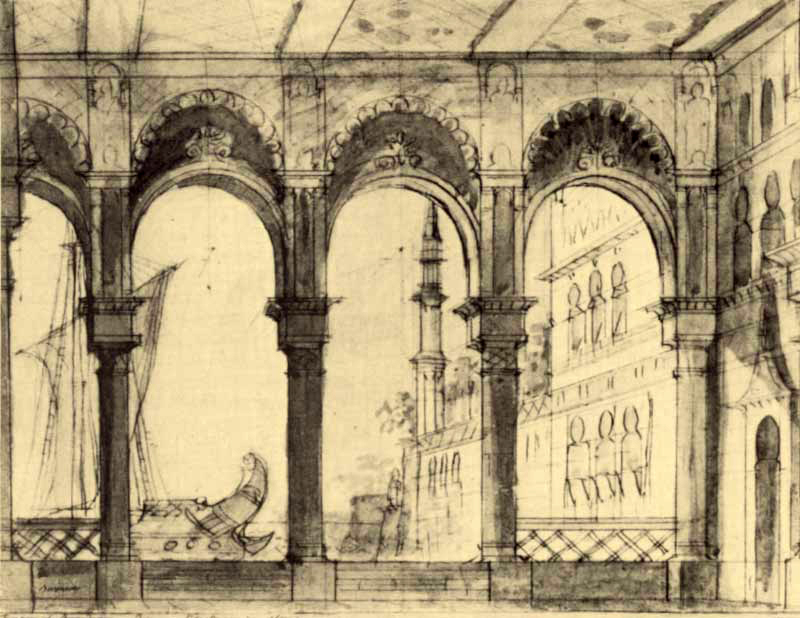
Dekor av Francesco Bagnara (1784-1866) för urpremiären 1826.

Operan utspelas i Alger omkring sekelskiftet 1800.

### Akt I
Bejen Mustafà har tröttnat på sin hustru Elvira och vill gifta bort henne med sin italienske slav Lindoro. Han sänder ut korsaren Haly för att skaffa honom en italienska. Därigenom kommer Isabella, Lindoros älskade, tillsammans med Taddeo, som envist uppvaktar henne, till bejens palats. Isabella vinner Mustafas förtroende. Men när den ovetande Lindoro och den honom påtvingade Elvira träder i aktion, uppstår ett allmänt virrvarr, där ingen vet vem som hör till vem eller vem som vill vad.

### Akt II
Isabella och Lindoro planerar att fly och inviger Taddeo i planerna. Men en ceremoni låter Isabella den förälskade Mustafà (som hittills förgäves har försökt uppnå en intim kärleksstund) bli medlem i en påhittad orden "Pappataci". Medan Mustafà flitigt utövar ordens plikter (han skall endast äta, dricka och tiga), lyckas Isabella fly tillsammans med Lindoro och Taddeo. Den överlistade och ångerfulle Mustafà återvänder till sin hustru.

## Musiken
Orkestern består av:
- Träblås: två flöjter, två piccolaflöjter, två oboer, två klarinetter, fagott
- Bleckblås: två valthorn, två trumpeter
- Slagverk
- Stråkar
- Generalbas i secco-recitativen

Operan består av följande nummer:
- Sinfonia

Akt I
- Introduktion: "Serenate il mesto ciglio" (Scen 1) 
  - Andantino (Mustafà): "Delle donne l'arroganza" (Scen 1)
- Cavatina (Lindoro): "Languir per una bella" (Scen 3)
- Duett (Mustafà, Lindoro): "Se inclinassi a prender moglie" (Scen 3)
- Kör: "Quanta roba! quanti schiavi!" (Scen 4) 
  - Cavatina (Isabella): "Cruda sorte" (Scen 4)
- Duett (Isabella, Taddeo): "Ai capricci della sorte" (Scen 5)
- Aria (Mustafà): "Già d'insolito ardore nel petto" (Scen 8)
- Final I: "Viva, viva il flagel delle donne" (Scen 10) 
  - Duett (Isabelle, Mustafà): "Ohi! che muso, che figura!" (Scen 11)
  - Septett: "Confusa e stupida" (Scen 13)

Akt II
- Introduktion: "Uno stupido, uno stolto" (Scen 1)
- Cavatina (Lindoro): "Oh come il cor di giubilo" (Szene 3)
- Kör: "Viva il grande kaimakan" (Scen 4)
- Aria (Taddeo): "Ho un gran peso sulla testa" (Scen 4)
- Cavatina (Isabella): "Per lui che adoro" (Scen 5)
- Kvintett (Mustafà, Isabella, Taddeo, Lindoro, Elvira): "Ti presento di mia man" (Scen 6)
- Aria (Haly): "Le femmine d'Italia" (Scen 7)
- Terzett (Mustafà, Lindoro, Taddeo): "Pappataci! che mai sento!" (Scen 9)
- Kör: "Pronti abbiamo e ferri e mani" (Scen 11) 
  - Recitativ (Isabella): "Amici, in ogni evento" (Scen 11)
  - Rondo (Isabella): "Pensa alla patria" (Scen 11)
- Final II: "Dei pappataci s'avanza il Coro" (Scen 13)

Rollfiguren Isabella är en paradroll för alla mezzosopraner med koloraturstämma. Även senare skulle Rossini komma att skriva stora musikroller för denna ovanliga sångstämma (till exempel Rosina i Barberaren i Sevilla och huvudrollen i Askungen). Ouvertyren innehåller livliga träblåsmelodier och det obligatoriska crescendot i orkestern.
I Isabellas rondo "Pensa alla patria" uppmanar hon sina landsmän att fly från förtrycket. Detta rondo ansågs subversivt i ett Italien med nyvaket hopp om ett självständigt rike. Orden ändrades eller togs bort i senare uppsättningar. Rossini klargjorde sin ståndpunkt än klarare i kören som föregår rondot, i vilken han bäddade in ett citat från Marseljäsen.

## Inspelningar (urval)
- L'Italiana in Algeri. Douglas Ahlstedt,  Paolo Montarsolo,  Marilyn Horne,  Allan Monk.  Metropolitan Opera Chorus and Orchestra. James Levine, dirigent. DG DVD 073 4261.[4]